# Ам-Тиман
Ам-Тима́н (фр. Am Timan, араб. أم تيمان‎) — город на юго-востоке Чада. Является административным центром региона Саламат и департамента Бар-Азум. Население — 28 885 чел. (по данным 2010 года).

## Климат
Климат в Ам-Тимане жаркий, с ярко выраженными сухим и влажным сезонами.
| Показатель                    | Янв. | Фев. | Март | Апр. | Май  | Июнь  | Июль  | Авг.  | Сен.  | Окт. | Нояб. | Дек. | Год   |
| ----------------------------- | ---- | ---- | ---- | ---- | ---- | ----- | ----- | ----- | ----- | ---- | ----- | ---- | ----- |
| Средний суточный максимум, °C | 35,7 | 38,3 | 39,9 | 39,9 | 38,2 | 35,1  | 31,6  | 30,4  | 32,1  | 34,4 | 36,2  | 35,7 | 35,6  |
| Средняя температура, °C       | 25,1 | 27,8 | 30,3 | 31,5 | 30,8 | 28,5  | 26,3  | 25,3  | 26,2  | 27,1 | 26,0  | 24,9 | 27,5  |
| Средний суточный минимум, °C  | 14,6 | 17,4 | 20,7 | 23,2 | 23,5 | 22,0  | 21,0  | 20,3  | 20,4  | 19,9 | 15,9  | 14,1 | 19,4  |
| Норма осадков, мм             | 0,0  | 0,0  | 5,1  | 16,2 | 51,6 | 117,8 | 202,7 | 248,5 | 121,1 | 33,1 | 1,6   | 0,0  | 797,7 |
| Источник: ,                   |      |      |      |      |      |       |       |       |       |      |       |      |       |

## История
С конца XIX века город входил в состав Французской Экваториальной Африки. С 1960 года — в составе независимой Республики Чад.
В 1971 году в Ам-Тимане французскими военными был построен аэропорт, первоначально служивший для снабжения сил, боровшихся против повстанцев.
В октябре 2006 года руководство повстанческих сил заявило о взятии города под свой контроль, но официальное правительство страны опровергло эту информацию.